# 哈瑪星站 (高雄輕軌)
哈瑪星站位於台灣高雄市鼓山區，為高雄捷運環狀輕軌以及規劃中的旗津線的車站，鄰近哈瑪星聚落並因此得名。可轉乘高雄捷運橘線及規劃中之旗津輕軌。車站編號為C14。

## 歷史
環狀輕軌第一階段興建時，高雄市政府捷運工程局舉行徵名活動，於2015年3月29日公告名為「哈瑪星站」。
2017年9月26日下午4點，隨著環狀輕軌第一階段「C12駁二大義–C14哈瑪星」段通車啟用。
2021年1月12日，環狀輕軌第二階段「C14哈瑪星–C17鼓山區公所」通車。
因應高雄輕軌成圓，於2024年1月1日至2月25日前進行全線通車試營運，以作為後續正式營運後參考。

## 車站概要
「哈瑪星」此名稱的由來，係因當地有兩條濱海鐵路通往商港、漁港和漁市場，日語稱為濱線（日语：〔〕／ Hamasen），當地居民以臺語稱之為Há-má-seng，戰後以台語發音書寫成哈瑪星，故本站英譯名稱採原始日語讀音譯為Hamasen Station。本站亦為台灣第一個採用日語音譯的捷運站名。
站址位於已廢止的台鐵高雄港車站調車場內（現為舊打狗驛故事館）。此站定位為環狀輕軌「特色站」，可站外轉乘高雄捷運橘線哈瑪星站（舊稱西子灣站）。車站構造為側式月台兩座。

### 月台配置
| 地面               |                                  |
| 側式月台，右側開門 |                                  |
|                    | ← 環狀輕軌順行方向（壽山公園站） |
|                    | 環狀輕軌逆行方向（駁二蓬萊站）→  |
| 側式月台，右側開門 |                                  |
| 出入口             | 連通道往高雄捷運 橘線 哈瑪星站   |

## 利用狀況
| 年   | 全年   | 全年   | 全年     | 1日平均 | 1日平均 | 1日平均 | 1日平均 |
| 年   | 上車   | 下車   | 上下車計 | 來源    | 上車    | 上下車  | 排名    |
| ---- | ------ | ------ | -------- | ------- | ------- | ------- | ------- |
| 2019 | 無資料 | 無資料 | 無資料   | [ 8 ]   | -       | 422     | 5/14    |

## 圖片集

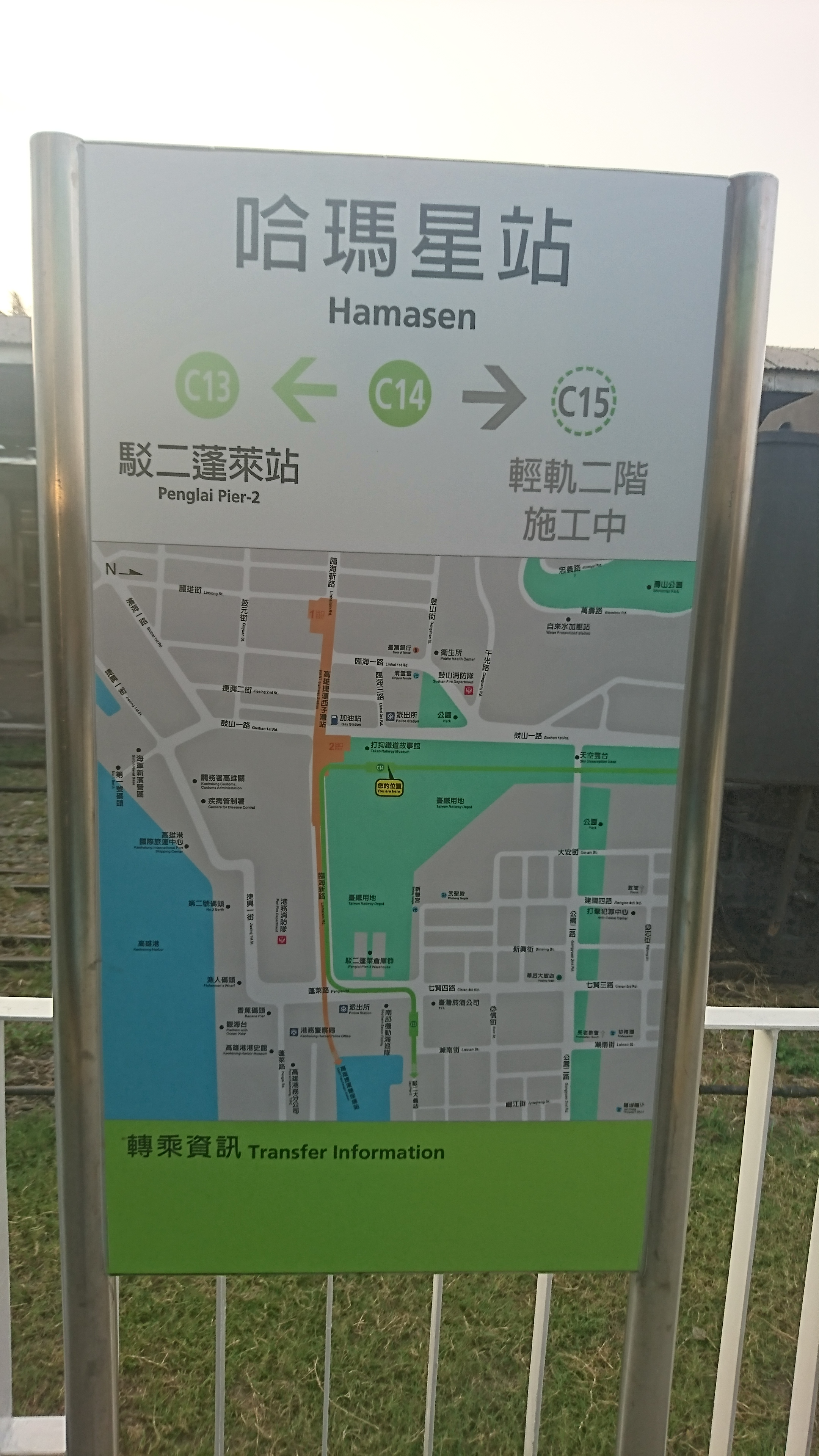
哈瑪星站牌完整版
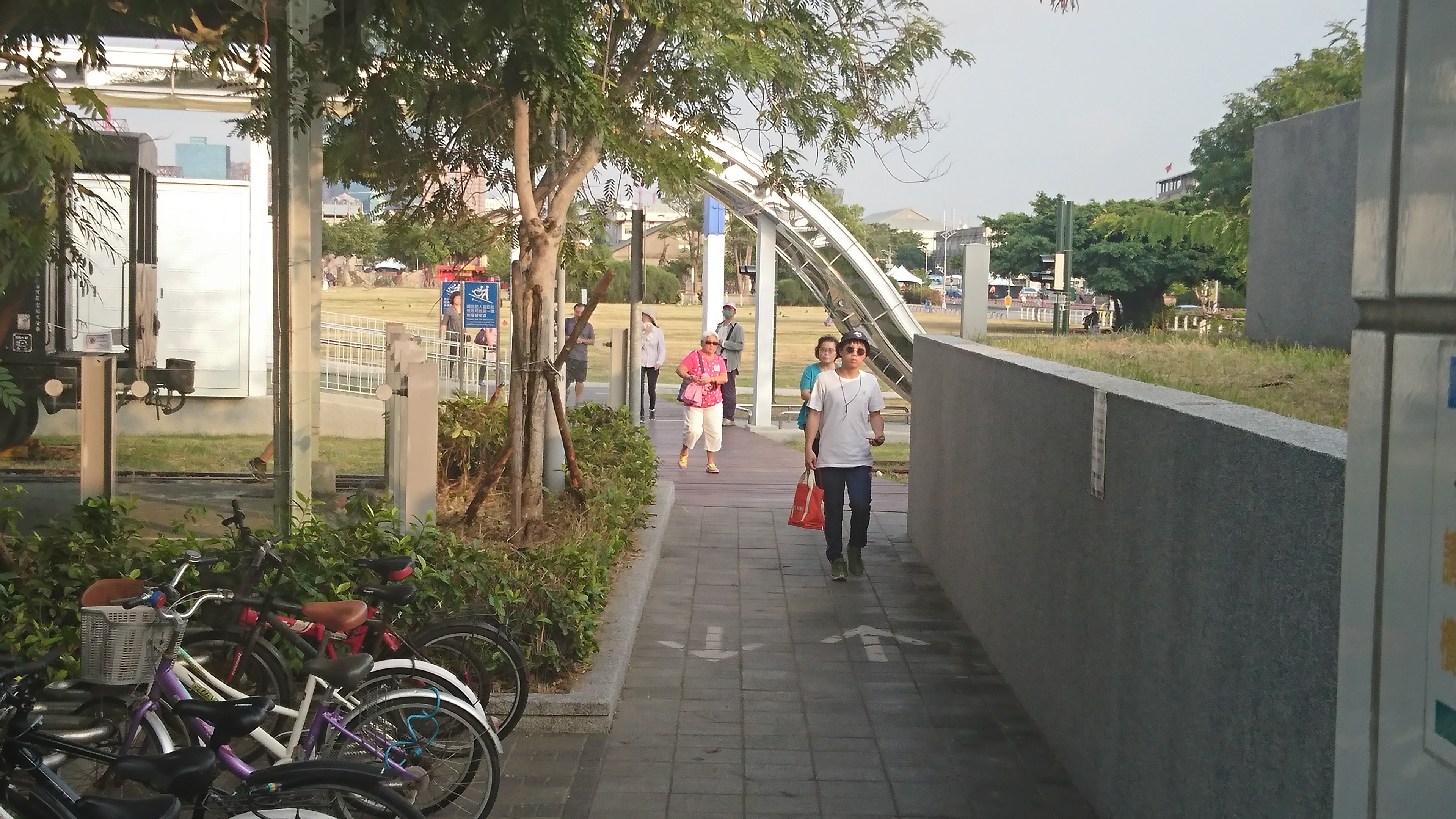
高雄捷運橘線哈瑪星站（舊稱西子灣站）轉哈瑪星站連通道
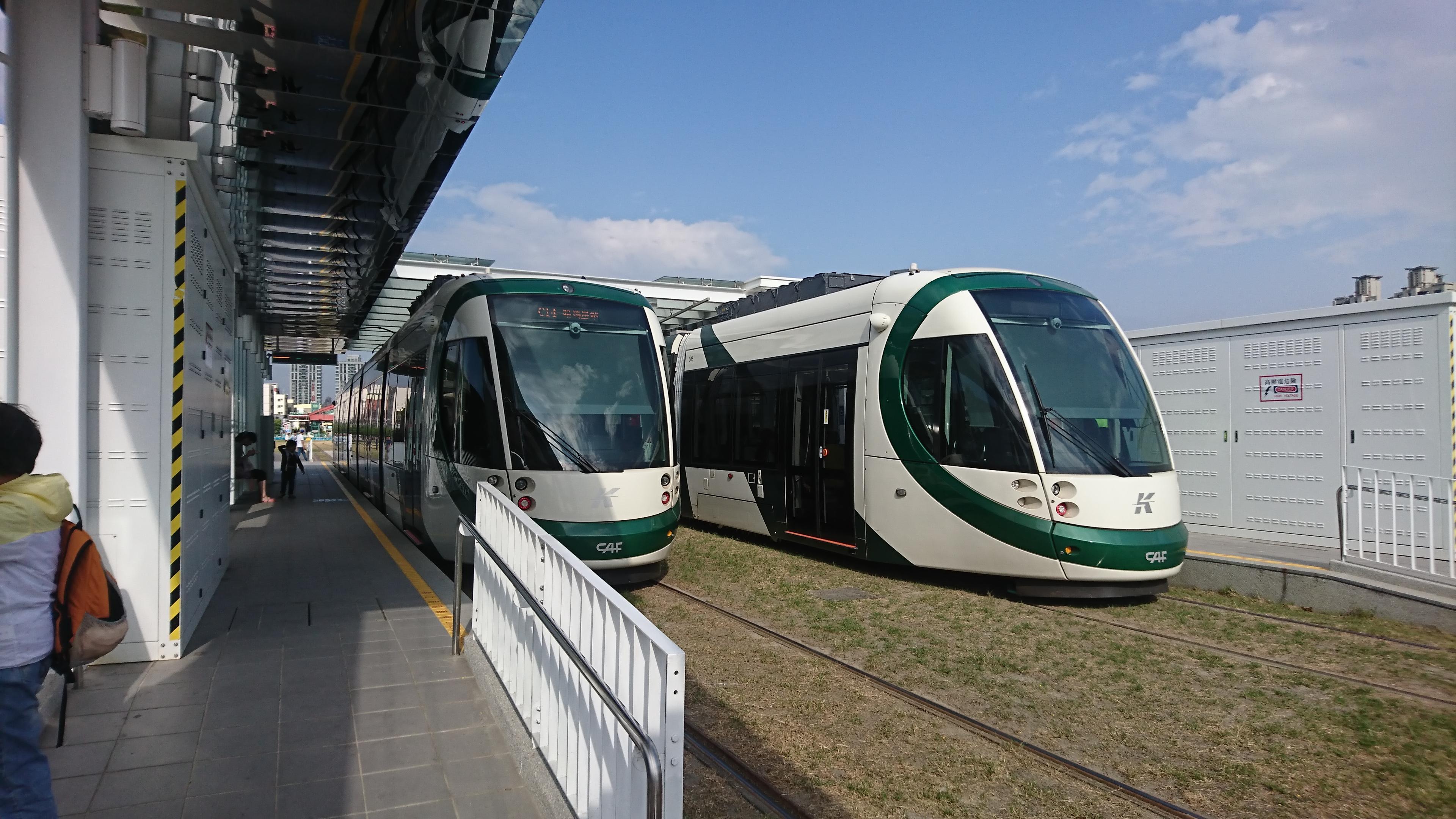
哈瑪星站輕軌列車並行
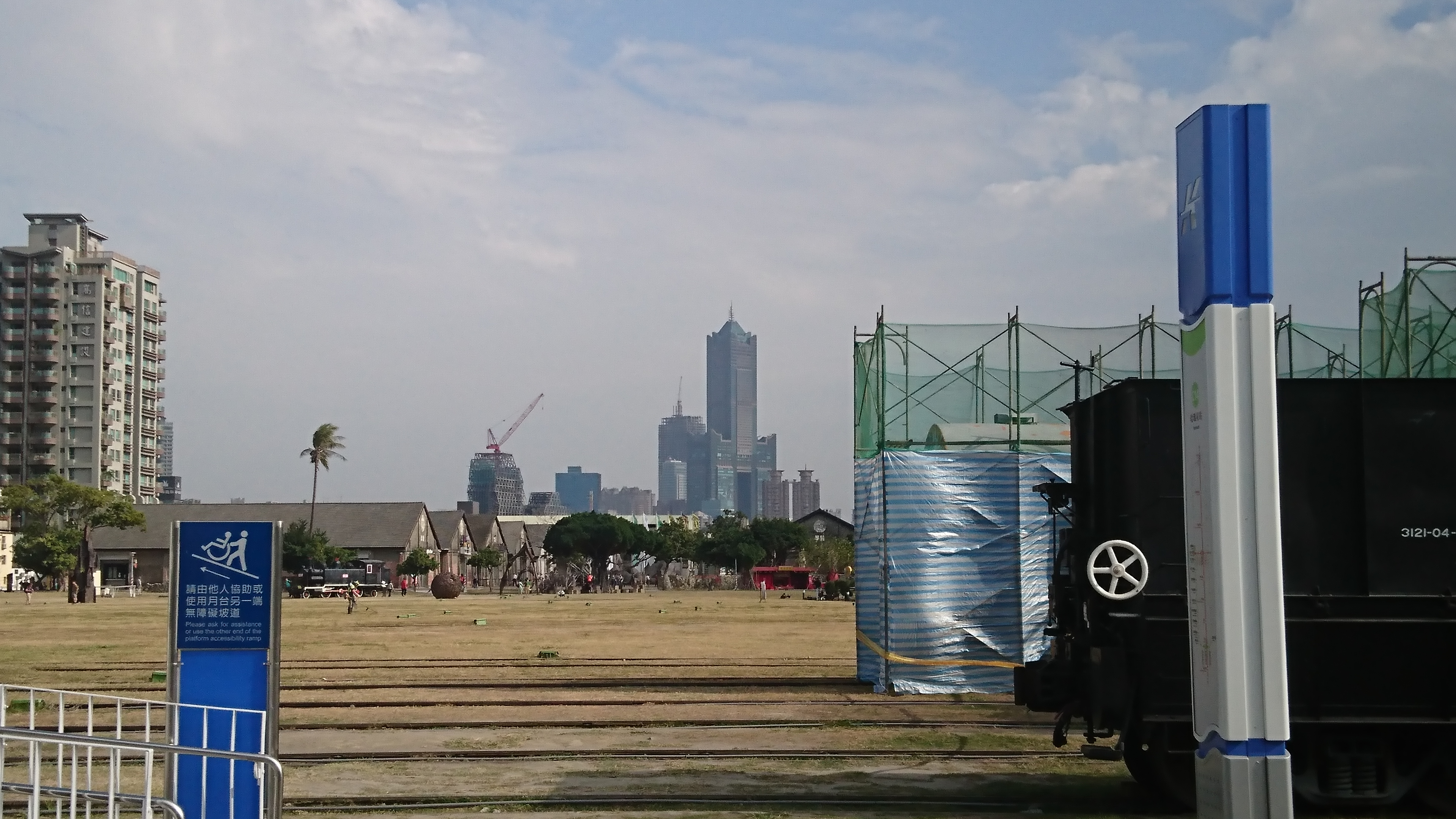
觀賞高雄地標85大樓

## 外部連結
- 哈瑪星 - 高雄捷運全球資訊網 （页面存档备份，存于）